# Arnold Geulincx
 Der er for få eller ingen kildehenvisninger i denne artikel, hvilket er et problem. Du kan hjælpe ved at angive troværdige kilder til de påstande, som fremføres i artiklen.

Arnold (eller Arnould) Geulincx (eller Geulinx, Geulines, Geulings, Geulinck) (født 1624 i Antwerpen, død 1669 i Leyden) var en nederlandsk filosof.
Geulincx studerede i Louvain og blev professor der, men fortrængtes 1658, bl.a. fordi han var tilhænger af Descartes; drog til Leyden, skiftede trosbekendelse (fra katolsk til calvinistisk), men også her mødte han modstand på grund af sin filosofiske stilling; kort før pesten bortrev ham, opnåede han et ekstraordinært professorat.
Visse sansekvaliteter, farve, smag, lugt etc. hører i dagliglivets og det aristotelesk-skolastiske verdensbillede tingene til, men spiller
ingen Rolle i Naturvidenskabernes Verdensbillede. Dette Sagforhold kan tage sig ud, som om det var en Følge af en Kritik, der viser, at disse Kvaliteter hører Subjektet til, fordi de fremkommer ved vore Sansers Virksomhed. 
G. udformede en tilsvarende Kritik af vor Forstand, der førte til Forkastelse af alle den aristoteliske og middelalderlige tænknings begreber som væsentlig værende Udtryk for vor sammenfattende virken. Konsekvent burde Tankegangen have ramt ethvert forsøg paa Naturvidenskab, samt såvel Descartes' Verdensopfattelse som ethvert forsøg paa rrkendelse af tingene i sig selv. Men G.s Tænkning bevægede sig inden for Descartes' Verdensbillede, og her traf han på en Vanskelighed, som han forsøgte løst paa en maade, der præger hans Filosofi. 
Descartes' skarpe dualistiske adskillelse mellem sjæl og iegeme gjorde formentlig en aarsagsforbindelse mellem disse to omraader uforstaaelig og derfor uantagelig. G. tænkte sig nu, at den tilsyneladende Forbindelse mellem det, der sker i Legemernes Verden og i Bevidsthedens Verden, fremkom ved, at Gud paa Foranledning af det, der sker i den ene Verden, lader noget tilsvarende ske i den anden Verden. Gud, men ikke min Viljesbeslutning, er Aarsagen til, at min Arm bevæger sig. Viljesbeslutningen er kun Lejlighedsaarsag (causa occasionales), ikke bevirkende Aarsag (causa efficiens), derfor benævnes Opfattelsen occasionalisme. 
G. har saavel tænkt sig, at Gud i hvert enkelt Tilfælde greb ind, som at de to Verdener paa Forhaand var indrettede saaledes, at Begivenhederne inden for hver af dem forl'øb saaledes* at den tilsyneladende Forbindelse fremkom.
Her benyttede han et Billede med to Ure, der uden at være indbyrdes forbundne på forhaand var saaledes indrettede, at de gik ens. Dette Billede, der er blevet berømt, findes, allerede hos Cordemoy (1620—84), der som Clan-berg (1622—65) og Louis de la Forge havde været inde på en occasionalistisk Tankegang, der ogsaa findes hos Nicholas Malebranche (1638—1715).
Tankegangen var vigtig som Forberedelse til en alm. Drøftelse af Aarsagsforholdet; bag tankegangen ligger en Trang til mystisk at at finde Hvile i Forestillingen om den absolutte Guddom, hos hvem al aktivitet koncentreres.
G.s Etik, som man har betegnet som den gennemførte Resignations Etik, fremviser stoisk indflydelse, men sit særpræg faar den ved den occasionalistiske Hovedtanke. Den højeste visdom bestaar i at gøre sig klart, at. man er ganske magtesløs. Den falske Tro på sammenhæng mellem viljesbeslutning og ydre handling, der beror på selvovervurdering, skal bortryddes. Ydmyghed er den højeste Dyd. Da vore Handlinger slet ikke står i vor Magt, kan vor
Moralitet kun vise sig i Hensigten, og derfor bliver G.s Etik en Sindelagsetik, hvor der i Vurderingen ganske ses bort fra alle Følger.
Bl. hans Skr kan Quaestiones quodlibitica (1653) og Ethica (1665, i fuldstændigere Udgave 1675) nævnes. En Rk. Manuskripter er bleven udgivet efter hans Død. Hans Opera philoso-phica er udgivet af Land (3 Bd, Haag 1891—93).
(Litt.: J.P.N. Land, »A. G. und seine Philosophie« iHaag 1895]).